# Tony Young (réalisateur)
Tony Young, né en 1917 et mort en 1966, était un réalisateur et producteur de télévision britannique. Parmi les films qu'il a réalisés, on retrouve notamment Penny Points to Paradise (1951), The Eternal Question (1956) et The Runaway (1963).
Penny Points to Paradise a été le premier long métrage des stars de The Goon Show, Spike Milligan, Harry Secombe et Peter Sellers.
Young a ensuite produit The Telegoons pour la BBC.

## Filmographie
Réalisateur
- 1952 : My Death Is a Mockery
- 1956 : Port of Escape